# Идзик, Мариуш
Мариуш Идзик (пол. Mariusz Idzik; 1 апреля 1997 года, Вроцлав, Польша) — польский футболист, играющий на позиции нападающий. Ныне выступает за польский клуб «Шлёнск».

## Клубная карьера
Идзик является воспитанником польского клуба «Шлёнск». С 2015 года подтягивается к тренировкам с основной командой. 4 октября 2015 года дебютировал в польском чемпионате в поединке против «Заглембе», выйдя на замену на 85-й минуте вместо Камила Билиньского. Больше в дебютном сезоне на поле не появлялся.
В сезоне 2016/2017 принял участие в двух встречах, став основным игроком ротации.